# Доходный дом Микини
Доходный дом Микини (Доходный дом Микини, Дом-корабль) — дом в Басманном районе Центрального административного округа г. Москвы, расположенный по адресу Армянский переулок, д. 1/8 строение 1. Является объектом культурного наследия регионального значения.

## История
До постройки дома на его месте находилась усадьба, которой владели родители поэта Ф. И. Тютчева, а позже — литераторы М. Н. Катков и П. М. Леонтьев, которые организовали в усадьбе редакцию журнала «Русский вестник» и газеты «Московские ведомости». В 1870-х годах усадьба и участок земли были приобретены семьёй варшавского гражданина Микини.
В 1901 году на месте усадьбы началось возведение доходного дома в стиле модерн, был сооружён корпус вдоль Армянского переулка (архитектор В. А. Властов), а в 1905 году завершено сооружение корпуса вдоль Кривоколенного переулка (архитектор П. К. Микини). Оба корпуса были соединены эркером с балконом и башенкой. Корпуса украшены лепниной и несколько отличаются друг от друга, однако выдержаны в общей стилистике. Позднее корпус вдоль Армянского переулка перешёл во владение М. М. Лернера.
В доме жили его владельцы, все остальные квартиры сдавались внаём. На первом этаже работал магазин. Среди жильцов дома в 1908—1911 годах был философ Н. А. Бердяев. После революции большинство квартир стали коммунальными. Среди известных жильцов — химик С. С. Медведев, который жил в доме в 1940-х годах.
В 2019 году на стене дома установлены три таблички «Последнего адреса» в память о его жителях, репрессированных в 1938—1939 годах и позднее реабилитированных.